# Wolfsbach (Kahl)
Der Wolfsbach oder Wolfsgrundgraben ist ein rechter Zufluss der Kahl im Landkreis Aschaffenburg im bayerischen Spessart.

## Geographie

### Verlauf
Der Wolfsbach entspringt am Westhang des Schanzenkopfes (365 m). Er fließt in südwestliche Richtung und trennt die beiden Grundstücke der Dörsthöfe. Südlich der Höfe unterquert der Wolfsbach die Staatsstraße 2305 und die Bahnstrecke Kahl–Schöllkrippen und fließt in die Kahl.

### Flusssystem Kahl
- Liste der Fließgewässer im Flusssystem Kahl

## Einzelnachweise

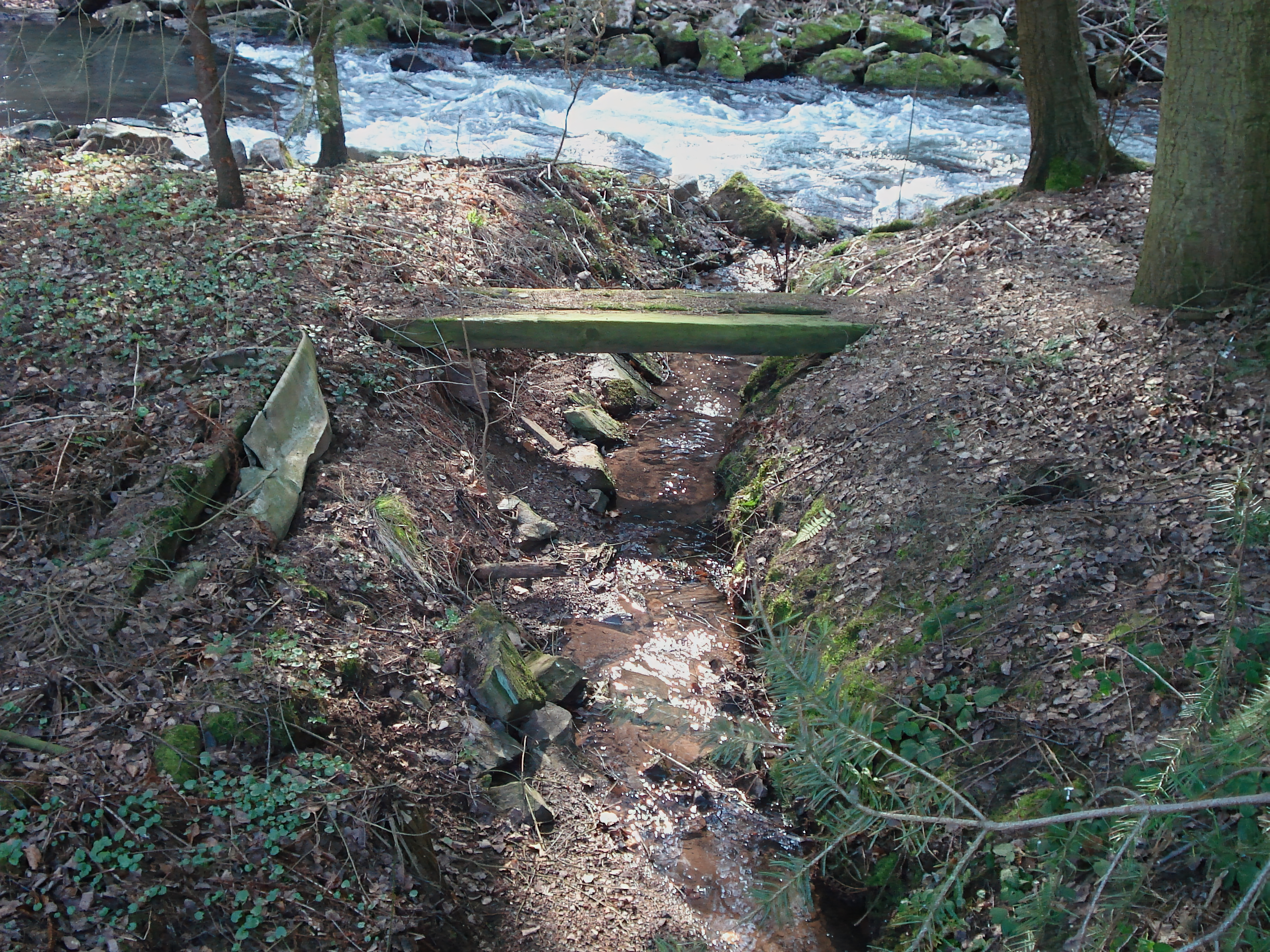
Der Wolfsbach mündet in die Kahl